# Bless 〜close your eyes, open your mind.〜
『Bless 〜close your eyes, open your mind.〜』（ブレス クローズ・ユア・アイズ オープン・ユア・マインド）は、2000年9月8日にBasiLより発売された18禁恋愛アドベンチャーゲームである。

## 概要
主人公は、昼は喫茶店「ラ・パルティータ」でアルバイト、夜はサイト「Masquerade」でチャットをしながら、選択肢によってメインヒロインのシナリオに入る。ゲーム期間は12月の1ヶ月で、主なエンディングはメインヒロイン5名＋サブヒロイン1名の6つ、バッドエンド1つ、個別シナリオにおけるバッドエンド4つの計11である。
ゲームブランドBasiLのデビュー作であり、後に人気原画家となる西又葵、鈴平ひろのデビュー作でもある。ただし、鈴平ひろは本作でBasiLを離脱し、本作の取扱説明書に載っていたスタッフコメントには一言も寄せていない。またエンディングにおけるスタッフクレジットでもゲストを除いた最後という扱いである。
発売時は皐ルートの途中でプログラムが動かなくなる等のバグがあったため、修正ファイルを組み込む必要がある。
GameDiskには壁紙が3枚（観月華蓮、佐倉雪乃、比奈山皐）収録されている。
タイトル名は、ゲーム、パッケージ等では全て大文字で表記されているが、ここではオープニングのタイトル紹介に出てきた小文字の表記を用いている。
BasiLの活動休止にともなって販売は終了していたが、2009年7月31日にBasiLから発売された『もぎたてBasiL! -commencement-』に当時のままの形で復刻された。

## ストーリー
主人公（仲原秀晃）は10年前、両親の転勤により緑王町を離れた。いつも彼の後ろを追ってきた少女が引っ越し時の別れ際に見せた悲しい表情を、秀晃はいつまで経っても忘れられず、少女の泣いている夢を頻繁に見るようになった。
少女が見せた悲しい表情は、自分に助けを求めるものだったことに秀晃は気付く。名前も顔も思い出せないその少女を助けるために、秀晃は高校卒業後、緑王町に戻った。
巨大なLANの実験都市と生まれ変わった緑王町。秀晃は友人の薦めでいくつかの出会い系チャットを巡ったが情報は得られず、彼女の名前も居場所もわからずに時間ばかりが過ぎていく。
それから1年後、友人は新しいチャット「Masquerade」を教えてくれた。秀晃は4つ目となるチャット、「Masquerade」で会員達と会話を続けながら、その少女の情報を求める。秀晃はその少女を見つけることができるのか。それとも新しい出会いが待ち受けているのか。

## 登場人物

### メインキャラクター
仲原 秀晃（なかはら ひであき）
本作の主人公。20歳のフリーター。1年半前の高校卒業後、幼馴染みの少女を捜すために生まれ育った緑王町へ戻ってくる。ゲーム開始日より、1年前から常連だった喫茶店「ラ・パルティータ」でアルバイトを始める。「Masquerade」におけるハンドルは「探索者」。
観月 華蓮（みづき かれん）
誕生日:8月3日。身長:160cm。スリーサイズ:B85/W58/H86。血液型:A型。
秀晃が働く喫茶店「ラ・パルティータ」の先輩ウェイトレス。栗毛長髪、可愛い容姿の看板娘。一人暮らし。「華蓮イヤーは地獄耳」というあだ名をマスターが付けるほどの地獄耳。他にも身持ちの堅さから「鉄壁の華蓮」、性格から「ラ・パルティータの闘牛」などの異名がある。パッケージのカットは彼女。
佐倉 雪乃（さくら ゆきの)
誕生日:9月23日。身長:158cm。スリーサイズ:B88/W57/H87。血液型:O型。
大手メーカー佐倉グループの社長令嬢。普段は水色の長髪を左右で縛っている。学校には通っておらず、外出もしない清楚なお嬢様。それゆえに人付き合いが苦手。いつも微笑みを浮かべている。
比奈山 皐（ひなやま さつき）
誕生日:10月10日。身長:156cm。スリーサイズ:B82/W57/H84。血液型:A型。
赤髪で、チロリと舌を出す姿が可愛い学生。秀晃との初対面が、冬の公園のベンチで昼寝をしている姿という昼寝好き。実はトップアイドル咲月ひな（さつきひな）でもある。
伊藤 彩音（いとう あやね）
誕生日:12月27日。身長:168cm。スリーサイズ:B89/W60/H89。血液型:O型。
業界でもトップクラスである予備校の教師。眼鏡をかけた知的美人で巨乳だが、酒癖が悪く、酔うと攻撃的になる。秀晃が飲み会から帰る途中、いきなり体当たりを食らわせたのが、二人の出会いである。彼女のシナリオは、他のヒロインと比べてボリュームがかなり少ない。また彼女に限り、個別のバッドエンドが存在しない。
矢野原 まきえ（やのはら まきえ）
誕生日:5月7日。身長:159cm。スリーサイズ:B83/W59/H85。血液型:A型。
佐倉家のメイドで雪乃の幼なじみ。エメラルドグリーンの髪を肩のところでそろえた、常に前向きな性格の少女。家の事情で、学校へは通っていない。いじめられたりするとネコ化する。彼女のシナリオは、雪乃シナリオをクリアしないと、分岐が発生しない。
『21-Two One-』の販促ディスクに掲載されたショートストーリー「210 -Two One Zero-」に、ワンカットだけ登場する。

### サブキャラクター
坂本 レナ（さかもと れな）
周りの空気を読まない不思議少女。自分勝手な思考しかしない。「Masquerade」で一定の条件を満たすと、彼女に会うことができる。攻略可能で、彼女のエンディングもあるのだが、どちらかといえばバッドエンドに近い。
佐倉 智津子（さくら ちづこ）
雪乃の姉。大学生で彼氏いない歴21年。「ラ・パルティータ」の常連客で、華蓮と並んで、「ラ・パルティータの双璧」と呼ばれている。立ち絵のあるキャラクターで、彼女のみHシーンがない。
伊丹 奈々子（いたみ ななこ）
彩音の大学時代における友人の妹である学生。髪はサイドを三つ編みにしている。彩音に憧れており、彩音のような教育者になりたいと日々努力している。彩音に会うために、緑王町へ来た。
マスター
秀晃、華蓮が働く喫茶店のマスター。本名は出てこない。既婚。立ち絵はないが、単なる遊び人のような風貌らしい。抜け目のない性格で、秀晃の遅刻をかけて、バイト連中と昼飯を賭けることがある。
まさと
謎のスカートめくり少年。BasiL、Navel、Limeにおける全ての作品で登場する常連端役だが、本作が初登場である。彼に捲られる女性の下着（パンツ）はいつも縞々模様のものである。今回、被害に遭うのは華蓮。

## スタッフ
- 原画：西又葵、鈴平ひろ
  - 鈴平ひろは伊藤彩音と坂本レナのみで、残りのキャラクターは全て西又葵である。
- シナリオ：あごバリア、鈴平ひろ（一条ジョニー）
  - 開発当初、あごバリアは雪乃担当のサブシナリオだった（マニュアルにおけるコメントより）。
  - 鈴平ひろ（一条ジョニー）は坂本レナルートのみである。
- サウンド：アッチョリケ、KING、Mind Dragon
  - オープニング『VANITY』
    - 作曲：アッチョリケ
    - 作詞：master & KING
    - 歌：非公開

  - エンディング『そして風の中』
    - 作曲：Mind Dragon
    - 作詞：KING & master
    - 歌：非公開

## 関連商品
『Bless Arrange Album “Flavory”』
2002年、BasiLより発売。品番:BS20000 01F。
オリジナルサウンドトラックではなく、アレンジアルバムである。ボーカル3曲を含む13曲が収録されている。ジャケットのカットは矢野原まきえ。
ゲームと異なり、オープニングは佐藤裕美（現：佐藤ひろ美）が、エンディングはYURIAが歌っている。
『BLESS』（ハーヴェスト出版） ※18禁
2001年11月発売 ISBN 4-434-01365-3
原作:BasiL　著者:影山二階堂　原画:西又葵